# Monòlit Frare

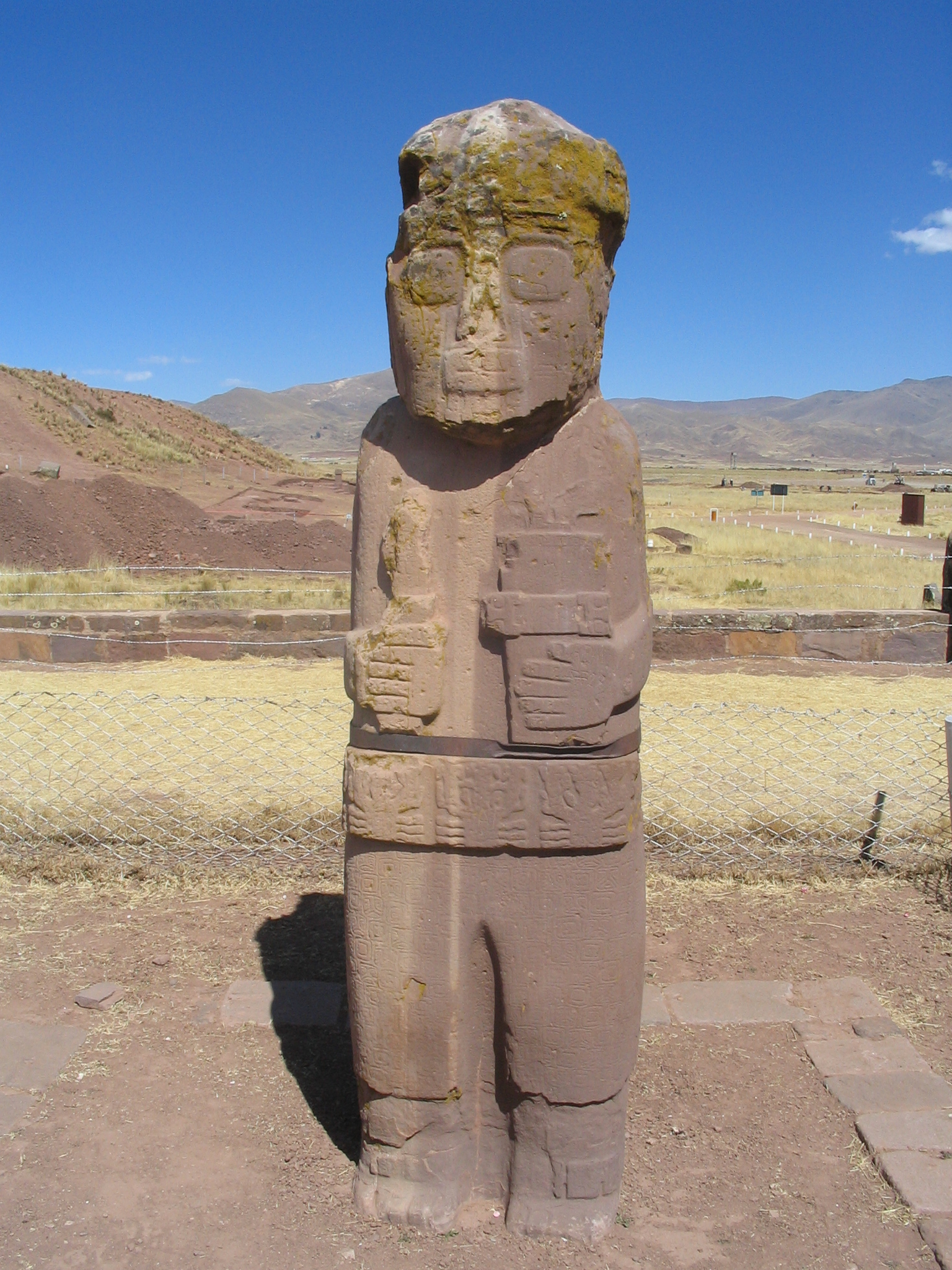
Estat actual del Monòlit Frare de Tiahuanaco, Bolívia

El Monòlit Frare, també conegut com a Estela Frare, és un monument que es troba a la part est del conjunt arqueològic monumental de Tiwanaku (jaciment catalogat com a Patrimoni de la Humanitat per la Unesco des de l'any 2000) a Bolívia. El monòlit és a dins del recinte del temple de Kalasasaya (kala 'pedra', saya o sayasta 'aturada, erecta, en peus'), també denominat temple de les Pedres Deturades, i va ser construït pels integrants de la cultura Tiahuanaco, civilització ameríndia que durant el seu període de major expansió es distribuïa en part del que ara són Bolívia, Xile i el Perú. Comprenia gairebé tot l'altiplà andí fins a la costa de l'oceà Pacífic per l'oest i el Chapare per l'est. La seua capital i principal centre religiós era la ciutat de Tiwanaku, situada a la riba del llac Titicaca en el departament de La Paz de Bolívia.

## Arquitectura
- Alçada: 2 m
- Material: gres virat
- Forma: monòlit vertical antropomorfo.
- Decoració: la figura porta un cinyell amb crancs en relleu i una banda cefàlica, i té els dits de la mà dreta a l'inrevés

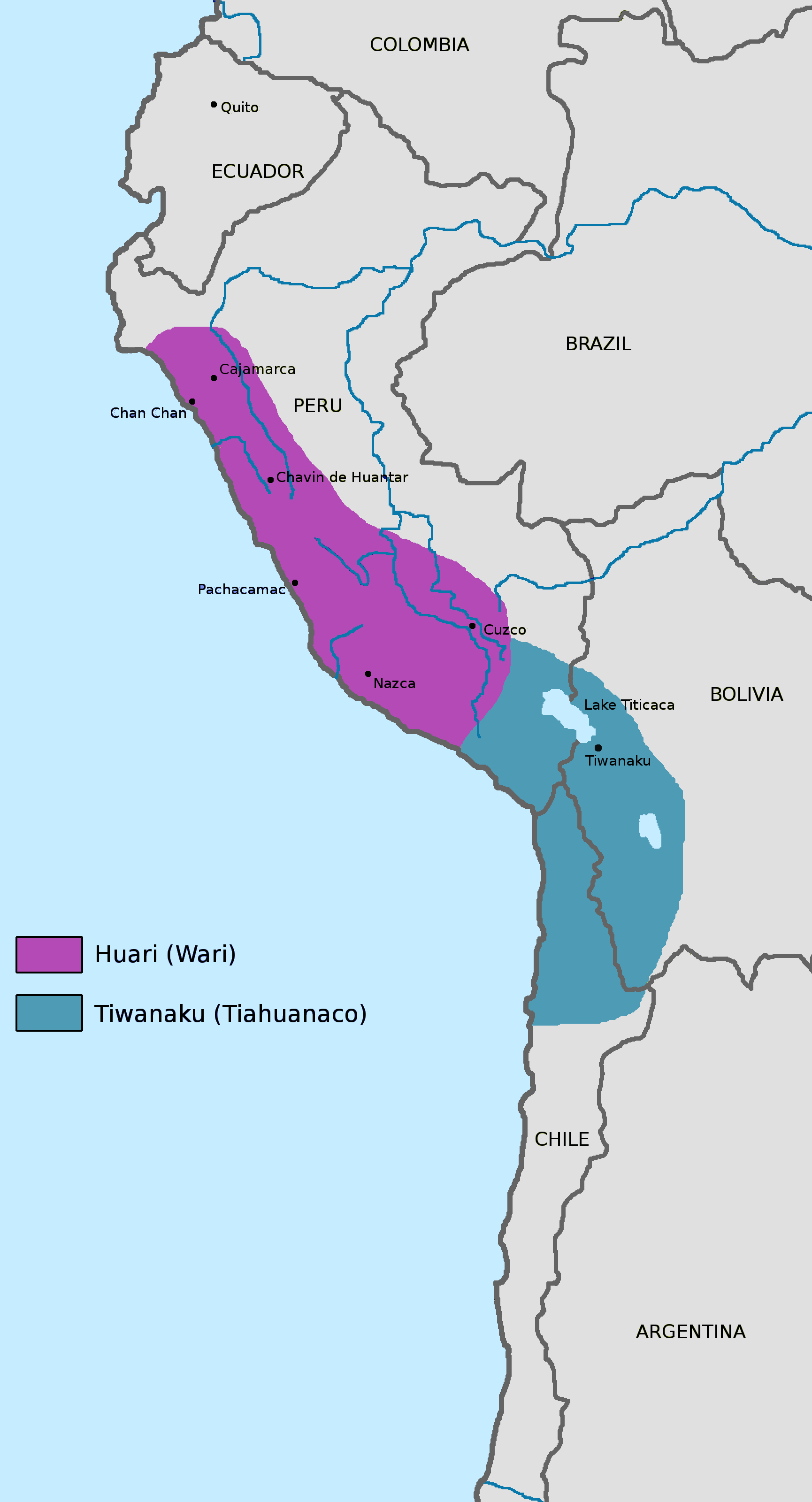
Territoris que ocupaven les cultures Huari i Tiahuanaco

## Descobriment
El monòlit degué ser descobert pels invasors espanyols al s. XVI.

## Simbologia
El "Monòlit Frare", d'aspecte antropomorf representa un ésser místic, que probablement obeïa cultes lacustres; porta una banda cefàlica, a les mans sosté un ceptre i un quero; fou "batejat" amb el nom de "Frare" pels primers missioners espanyols.